# Valeria Bruni Tedeschi
Valeria Bruni Tedeschi (ur. 16 listopada 1964 w Turynie) – francusko-włoska aktorka.
Jej młodszą siostrą jest piosenkarka Carla Bruni-Sarkozy, żona byłego prezydenta Francji Nicolasa Sarkozy’ego.
Jest starszą córką przemysłowca i kompozytora Alberta Bruni Tedeschi oraz pianistki Marysy Borini.
Zasiadała w jury sekcji „Cinéfondation” na 54. MFF w Cannes (2001) oraz w jury konkursu głównego na 54. MFF w Berlinie (2004).

## Filmografia
- 1994: 3000 scénarios contre un virus (segment „Poisson Rouge”)
- 1996: Mój mężczyzna, jako Sanguine
- 1996: Kłamcy, jako Daisy
- 1998: Ci którzy mnie kochają wsiądą do pociągu, jako Claire
- 1999: Kolory kłamstwa, jako Frédérique Lesage
- 2002: Gdybym był bogaty, jako Alice
- 2002: Był sobie anioł, jako adwokat anioła
- 2002: Dziesięć minut później – Wiolonczela (Opowiadanie o wodzie)
- 2004: 5x2 pięć razy we dwoje, jako Marion
- 2005: Czas, który pozostał, jako Jany
- 2005: Monachium, jako Sylvie
- 2005: Bilety, jako Sabine, specjalistka od PR
- 2005: Crustacés et Coquillages, jako Béatrix
- 2006: Dobry rok, jako Nathalie Auzet
- 2007: Przetańczyć życie, jako Sarah Bellinsky
- 2009: Les Regrets, jako Maya